# Rafael Franco Reyes
Rafael Franco (Catamarca, 17 giugno 1923 – La Coruña, 15 ottobre 1997) è stato un calciatore e allenatore di calcio argentino.

## Carriera
In attività giocava come attaccante.